# Cynthia Harrod-Eagles
Cynthia Harrod-Eagles (* 13. August 1948 in London-Shepherd’s Bush) ist eine britische Schriftstellerin, die mit historischen Romanen und Kriminalromanen bekannt wurde. Sie benutzt auch die Künstlernamen Elizabeth Bennett und Emma Woodhouse. Die Fiction Database zählte 2012 insgesamt 73 Romanveröffentlichungen.

## Leben
Harrod-Eagles wuchs im Stadtteil Shepherd’s Bush im Nordwesten der britischen Hauptstadt auf. Sie besuchte die Burlington School und studierte später an der University of Edinburgh und am University College London Englische Literatur, Geschichtswissenschaft und Philosophie. Nach ihrem akademischen Abschluss arbeitete sie zunächst unter anderem als Marketingangestellte für den Coca-Cola-Konzern in Edinburgh und als Betriebsrentenfachkraft bei der BBC in London. Sie schrieb abends und an Wochenenden an ihren ersten Geschichten und Romanen.
Der Erfolg ihrer Morland Dynasty-Reihe verschaffte ihr die Möglichkeit, sich ab 1979 in Vollzeit dem Schriftstellerberuf zu widmen. Neben den historischen Romanen, die die gesamte englische Geschichte der Neuzeit umfassen, schrieb sie auch eine mittlerweile 14 Kriminalromane umfassende Reihe um den nachdenklichen Detective Inspector der Londoner Metropolitan Police, Bill Slider. Ihre Kirov Saga ist eine Trilogie, die im Russland des 19. Jahrhunderts spielt. Dem ersten Roman Anna schrieb der Kirkus-Review zu, er sei aktionsreich, gut recherchiert und stilsicher.
Cynthia Harrod-Eagles lebt mit ihrem Ehemann in London. Gemeinsam haben sie drei erwachsene Kinder. Laut Klappentext ihrer Romane interessiert sie sich lebhaft für klassische Musik – sie spielte hobbymäßig bislang in mehreren Amateurorchestern –, Pferde, Wein, Architektur und Wandern.
Harrod-Eagles lebt seit einigen Jahren mit ihrem Mann in London und Middlesex. Sie haben zwei Töchter und einen Sohn.

## Auszeichnungen (Auswahl)
- 1972: Young Writers' Award für The Waiting Game
- 1993: RNA Novel of the Year Award für Emily, den dritten Teil ihrer Kirov Saga

## Werke
Kirov-Trilogie
- Anna (1803 bis Napoleons Eindringen in Russland) – nominiert für den „RNA Novel of the Year Award“ 1991[6]
- Fleur (1851 bis Krimkrieg) – dt.: Fleur – eine russische Liebe Aus dem Englischen von Heidi Lichtblau und Johannes Schwab, Knaur Taschenbuch, München 2005, 621 S.
- Emily (1910 bis Erster Weltkrieg und Russische Revolution).

Bill Slider Krimis
- Orchestrated Death (1991)
- Death Watch (1992)
- Necrochip (1993)
- Dead End (1994)
- Blood Lines (1996)
- Killing Time (1996)
- Shallow Grave (1998)
- Blood Sinister (1999; dt.: Lügen, verdammte Lügen, dtv, München 2007)[7]
- Gone Tomorrow (2001; dt.: Der Tote auf der Schaukel, dtv, München 2008)
- Dear Departed (2004; dt.: Mord im Park, dtv, München 2009)[8]
- Game Over (2008)
- Fell Purpose (2009)
- Body Line (2010)
- Kill My Darling (2011)
- Blood Never Dies (2012)
- Hard Going (2013)
- Star Fall (2014)

Morland Dynasty-Reihe
Die Grundidee dieser Reihe ist die Darstellung der britischen Geschichte vom Spätmittelalter bis zum Zweiten Weltkrieg anhand fiktionaler Personen vor realem historischen Hintergrund. Insgesamt sind 34 Bände geplant. Anfangs war es mal auf eine zwölfbändige Reihe angelegt.
- 1980: The Founding (1434–1500)
- 1981: The Dark Rose (1501–1557)
- 1981: The Princeling (1558–1629)
- 1982: The Oak Apple (1630–1658)
- 1982: The Black Pearl (1659–1669)
- 1983: The Long Shadow (1670–1688)
- 1984: The Chevalier (1689–1719)
- 1985: The Maiden (1720–1771)
- 1986: The Flood-Tide (1772–1787)
- 1987: The Tangled Thread (1788–1794)
- 1988: The Emperor (1795–1802)
- 1989: The Victory (1803–1806)
- 1990: The Regency (1807–1814)
- 1990: The Campaigners (1815–1816)
- 1991: The Reckoning (1816–1820)
- 1993: The Devil's Horse (1820–1831)
- 1994: The Poison Tree (1831–1833)
- 1995: The Abyss (1833–1843)
- 1996: The Hidden Shore (1843–1851)
- 1997: The Winter Journey (1851–1857)
- 1998: The Outcast (1857–1870)
- 1999: The Mirage (1870–1874)
- 2000: The Cause (1874–1885)
- 2001: The Homecoming (1885–1898)
- 2002: The Question (1898–1900)
- 2003: The Dream Kingdom (1900–1912)
- 2006: The Restless Sea (1912–1914)
- 2006: The White Road (1914–1915)
- 2006: The Burning Roses (1915–1916)
- 2009: The Measure of Days (1916–1917)
- 2009: The Foreign Field (1917–1918)

- Victoria : Mein Leben. Weltbild, 2002, ISBN 978-3-8289-7075-5